# Лубриано
Лубриа̀но (на италиански: Lubriano) е село и община в Централна Италия, провинция Витербо, регион Лацио. Разположено е на 441 m надморска височина. Населението на общината е 941 души (към 2010 г.).